# ProjeKct Four
ProjeKct Four è stato un side project della band King Crimson.
Il ProjeKct Four, formato da Robert Fripp, Trey Gunn, Tony Levin e Pat Mastelotto, continua la serie di sperimentazioni musicali iniziata dai ProjeKct One, Two e Three, sviluppandone ulteriormente la componente di improvvisazione.

## Formazione
- Robert Fripp - chitarra
- Trey Gunn - warr guitar
- Tony Levin - basso elettrico, stick bass
- Pat Mastelotto - batteria elettronica

## Discografia
- West Coast Live (1999)
- Live in San Francisco (1999)

I concerti del 23 ottobre 1998 e del 2 novembre 1998 sono scaricabili dal sito ufficiale dei King Crimson, DGMlive.